# Nathan Malpass
Nathan Malpass (* 20. Februar 1980) ist ein australischer Badmintonspieler. 

## Karriere
Nathan Malpass startete 1998 bei den Commonwealth Games, unterlag dort jedoch in seinem ersten Match im Herreneinzel. Im Jahr 2000 siegte er bei den Nouméa International und den Tasmania International. 2002 gewann er zwei Bronzemedaillen bei den Badminton-Ozeanienmeisterschaften. Weitere vordere Platzierungen erreichte er bei den Australia Open 1998, den New Zealand Open 1998, den Victoria International 1999, den Nouméa International 2001, den Manukau International 2001, den North Harbour International 2001, den Altona International 2002 und den North Harbour International 2002.